# Philippe Néricault Destouches
Pour les articles homonymes, voir Destouches.
Philippe Néricault, de son nom de scène Destouches, né le 9 avril 1680 à Tours et mort le 4 juillet 1754 au château de Fortoiseau, est un comédien et dramaturge français.

## Sa vie et son œuvre
Né d'un père écrivain et organiste, il fait ses études à Tours, puis à Paris. Peu enclin à la magistrature à laquelle on le destine, il se fait comédien et devient directeur de troupe.
À sa sortie du collège des Quatre-Nations, il s’engage à dix-neuf ans comme volontaire, et fait les campagnes de 1701 et de 1702 en Espagne. Lisant, un peu plus tard, durant ses loisirs de garnison à Huningue, le Don Quichotte de Cervantès, il tire de l’un de ses épisodes, Le Curieux impertinent, le sujet d’une grande comédie en cinq actes et en vers, qu’il dédie au marquis de Puysieulx. Ce général, nommé ambassadeur de France en Suisse, l’engage comme secrétaire. Il produit en Suisse Le Curieux impertinent, qui est aussitôt repris par la Comédie-Française. Ses pièces suivantes lui attirent la protection du Régent, Philippe d'Orléans qui lui confie plusieurs missions diplomatiques, et lui ouvrent les portes de l'Académie française, en 1723.

Choisi par le Régent pour accompagner le cardinal Dubois comme secrétaire d’ambassade à la cour d’Angleterre, il épouse secrètement une jeune Anglaise catholique nommée Dorothée Johnston et dépeint son couple dans Le Philosophe marié ou le Mari honteux de l'être. Sa renommée atteint son apogée avec Le Glorieux, qui traite du conflit entre l'ancienne noblesse et la bourgeoisie montante. 

« Les opérations financières de la régence,  dit Villemain, avaient multiplié les fortunes inespérées et les pauvretés subites, en même temps que le goût du luxe et du plaisir s’était accru pour tout le monde. Le rapprochement de la noblesse et de la richesse, leurs alliances, leurs ridicules mutuels et qu’elles se communiquaient en devinrent plus fréquents et plus comiques. C’est ce point qu’a saisi Destouches, et qu’il met en saillie dans ses deux personnages du noble altier, fastueux, impertinent, et du riche libertin, dur, sottement familier. »

En 1732, âgé de 52 ans, il se retire dans sa propriété de Fortoiseau à Villiers-en-Bière et, devenu gouverneur de Melun, écrit des essais théologiques que publie le Mercure de France. Plusieurs de ses pièces ne seront jouées qu'après sa mort.
Il fut un familier de la cour de Sceaux, où la duchesse du Maine le recevait dans les Grandes Nuits de Sceaux et dans le cercle des Chevaliers de la Mouche à Miel.

### Postérité littéraire
Une réévaluation du théâtre de Destouches par la critique moderne a rendu à ce dramaturge un peu oublié toute sa place au sein de l’époque des Lumières, auquel il est activement partie prenante. La qualité de sa dramaturgie expérimentale, en relation constante avec la philosophie empirique, est souvent comparable avec celle d’un Marivaux.
Voltaire a dit de lui dans son Siècle de Louis XIV : 

« On ne trouve pas dans ses pièces la force et la gaieté de Regnard, encore moins ces peintures du cœur humain, ce naturel, cette vraie plaisanterie, cet excellent comique, qui fait le mérite de l’inimitable Molière ; mais il n’a pas laissé de se faire de la réputation après eux. On a de lui quelques pièces qui ont eu du succès, quoique le comique en soit un peu forcé. Il a du moins évité le genre de la comédie qui n’est que langoureuse, de cette espèce de tragédie bourgeoise, qui n’est ni tragique, ni comique, monstre né de l’impuissance des auteurs et de la satiété du public après les beaux jours du siècle de Louis XIV. Sa comédie du Glorieux est son meilleur ouvrage, et probablement restera au théâtre, quoique le personnage du Glorieux soit, dit-on, manqué ; mais les autres caractères paraissent traités supérieurement.) »

Trois vers des pièces de Destouches sont devenus des expressions proverbiales : 
« Les absents ont toujours tort. » (L'obstacle imprévu, I, 6)
« La critique est aisée, et l’art est difficile. » (Le Glorieux, II, 5) ;
« Chassez le naturel, il revient au galop. » (Le Glorieux III, 5 ; ce vers est en fait une traduction d'un vers d'Horace, Ep. 2, 10, 24 : « Naturam expellas furca, tamen usque recurret » (« tu peux chasser le naturel à coups de fourche, il reviendra toujours au galop »))

## Théâtre
- Le Curieux impertinent, comédie en 5 actes, Paris, Théâtre Français, 17 décembre 1710.
- L'Ingrat, comédie en cinq actes et en vers, 28 janvier 1712.
- L'Irrésolu, comédie en cinq actes et en vers, Paris, Théâtre Français, 5 janvier 1713.
- Le Médisant, comédie en 5 actes (1715).
- La Fausse Veuve, ou le Jaloux sans jalousie, comédie en un acte et en prose, 20 juillet 1715..
- Le Triple Mariage, comédie en 1 acte et en prose, Paris, Théâtre Français, 7 juillet 1716.
- L'Obstacle imprévu, ou l'Obstacle sans obstacle, en 5 actes et en prose, 29 octobre 1717.
- Le Philosophe marié ou le Mari honteux de l'être, Paris, Comédiens français ordinaires du Roi, 15 février 1727 .
- Les Philosophes amoureux, comédie en vers, en 5 actes (1730).
- Le Glorieux (comédie en 5 actes et en vers, Paris, Théâtre Français, 18 janvier 1732), Paris, Librairie des bibliophiles, 1884, xvi, 142 p., 17,5 cm (lire en ligne).
- La Pupille, comédie en 1 acte et en prose, Paris, Théâtre Français, 5 juin 1734.
- L'Ambitieux et l'Indiscrète, tragi-comédie en 5 actes et en vers, Paris, Comédie-Française, 14 juin 1737.
- Les Dehors trompeurs ou l'Homme du jour, comédie en 5 actes et en vers (1740).
- La Belle Orgueilleuse, ou l'Enfant gâté, comédie en vers et en 1 acte, Paris, Comédie Française, octobre 1741.
- L'Amour usé, ou le Vindicatif généreux, comédie en 5 actes et en prose, Paris, Théâtre Français, 20 décembre 1741.
- Les Amours de Ragonde, comédie en musique, en 3 actes, Paris, Académie royale de musique, 30 janvier 1742.
- La Force du naturel, comédie, Paris, Comédiens ordinaires du Roi, 11 février 1750.
- Le Jeune Homme à l'épreuve, comédie en 5 actes, en prose (1751).
- Le Dissipateur : ou l'Honnête Friponne (comédie en 5 actes et en vers, Paris, Théâtre Français, 23 mars 1753), Paris, Ruault, 1778, 85 p., in-16 (lire en ligne).
- La Fausse Agnès, ou le Poète campagnard, comédie en 3 actes et en prose, Paris, Théâtre français, 12 mars 1759.
- Le Tambour nocturne, ou le Mari devin, comédie anglaise (de Joseph Addison) accommodée au théâtre français, en 5 actes, en prose, Paris, Théâtre Français, 16 octobre 1762.
- L'Homme singulier, comédie en 5 actes et en vers, Paris, Théâtre Français, 5 novembre 1764.